# Plastochalcis stenogeneia
Plastochalcis stenogeneia är en stekelart som beskrevs av Masi 1943. Plastochalcis stenogeneia ingår i släktet Plastochalcis och familjen bredlårsteklar.
Artens utbredningsområde är Somalia. Inga underarter finns listade i Catalogue of Life.